# ポルト・ディヴリー駅
ポルト・ディヴリー駅（ポルト・ディヴリーえき、仏: Porte d'Ivry）は、フランス・パリの13区にある、メトロ（地下鉄）7号線（メリー・ディヴリー方面支線）の駅。

## 概要

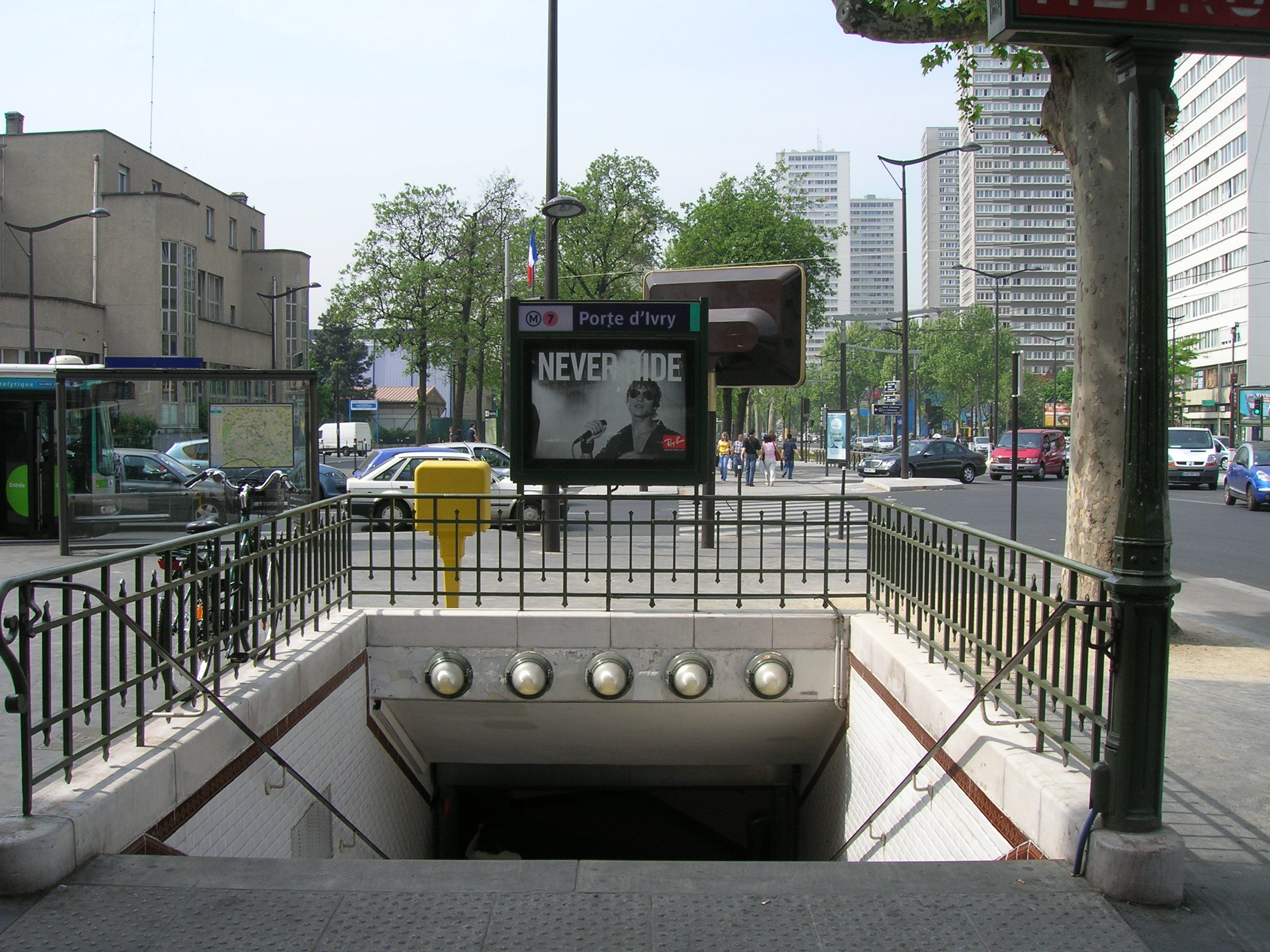
駅入口

1931年4月26日、現在のメトロ7号線がポルト・ド・ショワジー駅から延伸するのに伴い、その延伸区間の終端駅として開設された。以降1946年5月1日に7号線支線がメリー・ディヴリー駅へ延伸され現在の形となるまで同線の終端駅であった。
駅名は19世紀中ごろにパリを囲むように建設されたティエールの城壁の門ポルト・ディヴリー（イヴリー門）にちなむ。メトロの駅はポルト・ディヴリーに続くポルト・ディヴリー通りに、トラムの駅はマッセナ大通りに所在する。ホーム構造は2面3線。
出入口は4か所あり、階段のみ設置されている出入口はポルト・ディヴリー通り50番地と同53番地に1か所ずつ、イヴリー通り1番地に1か所ある。さらにメリー・ディヴリー駅方面にはエスカレーターを備えたマッセナ大通り72番地への出入口が設けられている。

## 利用状況
2011年の年間乗車人員は190万3,789人。2013年の年間乗車人員は186万8,796人で、これはパリメトロで256番目の多さである。

## 利用可能な鉄道路線
2006年12月16日からはパリ・トラムの3a号線が利用できるようになった（開業当時から2012年12月15日までは旧称T3号線）。トラムのホームも相対式2面2線の構造である。
- パリメトロ
  - 7号線
- パリ・トラム
  -  3a号線

## 歴史
- 1931年4月26日 - 7号線ポルト・ド・ショワジー〜当駅間の延伸に伴い、同線の新たな終端駅として開業。
- 1946年5月1日 - 当駅〜メリー・ディヴリー間が延伸開業、当駅は中間駅となる。

## 駅周辺
- ポルト・ディタリー（フランス語版）
- パリ・アジア人街（フランス語版）
- ジョルジュ・カルパンティエ・ホール（フランス語版）

## バス路線
パリ交通公団 (RATP) の路線バス27・83系統が運行されており、夜間にはノクティリアン（フランス語版）の深夜バスN31系統の運行も設定されている。

## 隣の駅
パリメトロ
 7号線（メリー・ディヴリー方面支線）
ポルト・ド・ショワジー駅 （Porte de Choisy） - ポルト・ディヴリー駅 - ピエール・エ・マリー・キュリー駅（Pierre et Marie Curie）